# Orlando (Florida)
La ciutat d’Orlando és la seu del comtat d'Orange, a l'estat de Florida, Estats Units. Segons el cens nord-americà de 2000, la ciutat tenia 185.951 persones (la població de l'àrea metropolitana era d'1.644.561). L'estimació de població pel 2005 era de 213.223 (1.933.255 en l'àrea metropolitana). És la sisena ciutat més gran de Florida i la major ciutat no costanera de l'estat. També és la capçalera de la tercera major àrea metropolitana de Florida, per darrere de Miami-Fort Lauderdale i Tampa-Saint Petersburg.
La ciutat és coneguda principalment per les seves atraccions turístiques, particularment el Walt Disney World Resort, el SeaWorld i l'Universal Orlando Resort. El centre de la ciutat, més conegut com a Downtown Orlando, ha estat objecte de contínues reestructuracions, malgrat que és allunyat de les principals atraccions turístiques.
La ciutat també és seu d'una franquícia de l'NBA, els Orlando Magic.

## Història
El 1823, el Tractat de Moultrie Creek va crear una reserva seminola que abastava gran part del centre de Florida, inclosa l'àrea que es convertiria en Orlando. Per la Indian Removal Act de 1830 es va autoritzar el trasllat dels seminoles de Florida a Oklahoma, donant lloc a la Segona Guerra Seminola. El 1842, l'assentament blanc a la zona va ser encoratjat a través de l'Armed Occupation Act. El primer colon, el senyor Aaron Jernigan del comtat de Camden, Geòrgia, va arribar l'any següent i es va establir a prop del llac Holden.
El comtat de Mosquito va ser rebatejat com a comtat d'Orange el 1845. La seu del comtat poc després es va traslladar a Mellonville, unes poques milles a l'oest de Sanford. El 1856, l'assentament havia començat seriosament a l'interior del comtat i es va buscar un palau de justícia més cèntric. La nova ciutat d'Orlando, construïda el 1857, constava de quatre carrers que envoltaven una plaça del jutjat. El poble incipient va patir molt durant el bloqueig de la Unió. L'etapa de la reconstrucció va impulsar una explosió demogràfica, que va provocar la incorporació de la ciutat d'Orlando el 31 de juliol de 1875, amb 85 residents. Durant un breu temps l'any 1879, la ciutat va revocar la seva carta, i posteriorment va ser reincorporada. Orlando es va establir com a ciutat el 1885.
El període de 1875 a 1895 es recorda com l'època daurada d'Orlando, quan es va convertir en el centre de la indústria dels cítrics de Florida. El període va acabar amb la Gran Gelada de 1894–95, que va conduir a molts petits propietaris a renunciar a les seves propietats independents, consolidant així les terres en mans d'uns quants "barons de cítrics", que desplaçarien les operacions cap al sud, principalment al voltant del llac de Wales al comtat de Polk. La congelació va fer que molts productors de Florida, inclosos molts habitants d'Orlando, es traslladessin a altres llocs, principalment al nord, Califòrnia o el Carib.
Orlando es va convertir en un popular centre turístic popular durant els anys entre la Guerra hispano-estatunidenca i la Primera Guerra Mundial. A la dècada de 1920, Orlando va experimentar un extens desenvolupament d'habitatges durant el boom especulatiu de Florida, fet que va provocar que els preus del sòl es disparessin. Durant aquest període, es van construir desenes de barris als voltants del centre de la ciutat. El boom va acabar quan diversos huracans van colpejar Florida a finals de la dècada de 1920, juntament amb la Gran Depressió.
Durant la Segona Guerra Mundial, personal de l'exèrcit es va estacionar a la base aèria de l'Orlando Executive Airport i al proper camp aeri conegut com a McCoy Air Force Base. Alguns d'aquests militars es van quedar a Orlando per establir-se i assentar-se amb les seves famílies. El 1956, l'empresa aeroespacial i de defensa Martin Marietta (ara Lockheed Martin) va establir-hi una planta a la ciutat. Orlando AAB i Pinecastle AAF van ser transferits a la Força Aèria dels Estats Units el 1947 quan es va convertir en un servei separat i van ser novament designats com a bases de la força aèria (AFB). El 1958, Pinecastle AFB va ser rebatejada com a Base de la Força Aèria McCoy després que el coronel Michael N. W. McCoy, un antic comandant de la 320a Ala de Bombardejos que hi operava, morís en l'accident d'un bombarder B-47 Stratojet al nord d'Orlando. A la dècada de 1960, la base es va convertir posteriorment en la seu de la 306a Ala de Bombardejos del Comandament Aeri Estratègic, operant avions B-52 Stratofortress i KC-135 Stratotanker, a més de les operacions de destacament d'avions EC-121 i U-2.
El 1968, Orlando AFB va ser transferida a la Marina dels Estats Units i es va convertir en el Naval Training Center Orlando. A més de les instal·lacions del camp d'entrenament, l'NTC Orlando va ser la seu d'una de les dues escoles d'energia nuclear de la Marina i de la divisió de sistemes d'entrenament del Naval Air Warfare Center. Quan McCoy AFB va tancar el 1976, les seves pistes i el seu territori al sud i a l'est van ser impartits a la ciutat per convertir-se en l'Aeroport internacional d'Orlando, mentre que una petita part al nord-oest va ser transferida a la Marina com a Annex McCoy NTC. Es va tancar el 1995 i es va convertir en un habitatges, tot i que l'antiga AFB McCoy encara acull una Borsa de la Marina, així com unitats de guàrdia nacional i de reserva per a diverses branques de servei. NTC Orlando va ser tancat completament a finals de 1999 per la Base Realignment and Closure Commission i es va convertir en el barri de Baldwin Park. El Naval Air Warfare Center s'havia traslladat al Central Florida Research Park prop de la UCF el 1989.
L'esdeveniment més crític per a l'economia d'Orlando es va produir el 1965 quan Walt Disney va anunciar plans per construir Walt Disney World. Tot i que Disney havia considerat les regions de Miami i Tampa per al seu parc, una de les principals raons darrere de la seva decisió de no localitzar-hi les instal·lacions va ser a causa dels huracans: la ubicació interior d'Orlando, tot i que no estava lliure de danys causats per huracà, l'exposava a menys amenaces que les regions costaneres. El complex de vacances es va obrir l'octubre de 1971, donant lloc a una població i un creixement econòmic explosius per a l'àrea metropolitana d'Orlando, que ara inclou els comtats d'Orange, Seminola, Osceola i Lake. Com a resultat, el turisme es va convertir en la peça central de l'economia de la zona. Orlando té ara més parcs temàtics i atraccions d'entreteniment que en qualsevol altre lloc del món.

## Clima
Orlando té un clima subtropical humit amb dues estacions a l'any:la fresca i seca i la càlida i humida. La ciutat té un risc considerable d'huracans però no tant com el sud de Florida.
| Temperatures i precipitacions mitjanes de Orlando            | Temperatures i precipitacions mitjanes de Orlando | Temperatures i precipitacions mitjanes de Orlando | Temperatures i precipitacions mitjanes de Orlando | Temperatures i precipitacions mitjanes de Orlando | Temperatures i precipitacions mitjanes de Orlando | Temperatures i precipitacions mitjanes de Orlando | Temperatures i precipitacions mitjanes de Orlando | Temperatures i precipitacions mitjanes de Orlando | Temperatures i precipitacions mitjanes de Orlando | Temperatures i precipitacions mitjanes de Orlando | Temperatures i precipitacions mitjanes de Orlando | Temperatures i precipitacions mitjanes de Orlando | Temperatures i precipitacions mitjanes de Orlando |
| Mes                                                          | Gen                                               | Feb                                               | Mar                                               | Abr                                               | Mai                                               | Jun                                               | Jul                                               | Ago                                               | Set                                               | Oct                                               | Nov                                               | Des                                               | Any                                               |
| ------------------------------------------------------------ | ------------------------------------------------- | ------------------------------------------------- | ------------------------------------------------- | ------------------------------------------------- | ------------------------------------------------- | ------------------------------------------------- | ------------------------------------------------- | ------------------------------------------------- | ------------------------------------------------- | ------------------------------------------------- | ------------------------------------------------- | ------------------------------------------------- | ------------------------------------------------- |
| Record altes °F (°C)                                         | 87 (31)                                           | 90 (32)                                           | 92 (33)                                           | 96 (36)                                           | 100 (38)                                          | 100 (38)                                          | 101 (38)                                          | 100 (38)                                          | 98 (37)                                           | 95 (35)                                           | 89 (32)                                           | 90 (32)                                           | 101 (38)                                          |
| Mitjana més altes °F (°C)                                    | 72 (22)                                           | 74 (23)                                           | 79 (26)                                           | 83 (28)                                           | 88 (31)                                           | 91 (33)                                           | 92 (33)                                           | 92 (33)                                           | 90 (32)                                           | 85 (29)                                           | 79 (26)                                           | 73 (23)                                           | 83 (28)                                           |
| Mitjana més baixes °F (°C)                                   | 50 (10)                                           | 51 (11)                                           | 56 (13)                                           | 60 (16)                                           | 66 (19)                                           | 71 (22)                                           | 73 (23)                                           | 73 (23)                                           | 72 (22)                                           | 65 (18)                                           | 59 (15)                                           | 53 (12)                                           | 62 (17)                                           |
| Record baixes °F (°C)                                        | 19 (-7)                                           | 26 (-3)                                           | 25 (-4)                                           | 38 (3)                                            | 48 (9)                                            | 60 (16)                                           | 64 (18)                                           | 64 (18)                                           | 56 (13)                                           | 43 (6)                                            | 29 (-2)                                           | 20 (-7)                                           | 19 (−7)                                           |
| Precipitació inches (cm)                                     | 2 (5)                                             | 2.8 (7)                                           | 3.1 (8)                                           | 2.4 (6)                                           | 2.8 (7)                                           | 6.3 (16)                                          | 7.1 (18)                                          | 7.9 (20)                                          | 6.7 (17)                                          | 3.5 (9)                                           | 1.6 (4)                                           | 2 (5)                                             | 50,4 (128)                                        |
| Font: Temp - weather.com, Precip - accuweather.com 15-4-2009 |                                                   |                                                   |                                                   |                                                   |                                                   |                                                   |                                                   |                                                   |                                                   |                                                   |                                                   |                                                   |                                                   |

## Ciutats agermanades
| - Anaheim (Estats Units) - Betlem (Palestina) - Curitiba (Brasil) - Guilin (RP Xina) - Kiryat Motzkin (Israel) - Marne La Vallée (França) - Monterrey (Mèxic) | - Newport (Estats Units) - Orenburg (Rússia) - Reykjanesbær (Islàndia) - Tainan (República de la Xina) - Valladolid (Castella i Lleó) - Urayasu (Japó) |